# Ceratogyrus dolichocephalus
Ceratogyrus dolichocephalus är en spindelart som beskrevs av Hewitt 1919. Ceratogyrus dolichocephalus ingår i släktet Ceratogyrus och familjen fågelspindlar.
Artens utbredningsområde är Zimbabwe. Inga underarter finns listade i Catalogue of Life.